# 森山春香
森山 春香（もりやま はるか、1979年3月25日 - ）は、NHKのアナウンサー。

## 人物
愛知県名古屋市出身。愛知県立松蔭高等学校を経て早稲田大学卒業後、2001年入局。初任地の富山はわずか2年で離れている。
名古屋異動後は、地元出身ということで地上デジタル放送推進大使に起用され、異動早々放送開始に向けたPR活動に取り組んだ。その後もアナログ放送終了や岐阜・津両局の放送開始をPRした。
彼女の音楽好きは、子どもの頃に習ったピアノがきっかけといわれ、その後、小学校のブラスバンド部でアルトホルンを担当したり、中学の音楽祭などでピアノ伴奏を経験し、高校では和太鼓部に所属するなど、一風変わったチャレンジもしていたといわれる。
好きな食べ物は味噌煮込みうどん。

## 担当番組
太字は、担当中
富山放送局時代（2001年度 - 2003年度）
- お元気ですか日本列島 - ぐるっとニュース東海・北陸（代役として1度だけ出演）

名古屋放送局時代（1度目）（2004年度 - 2009年7月）
- 生活ほっとモーニング（2006年5月18日）
- 生中継 ふるさと一番!（2007年1月10日・11日）
- 金とく リポーター（2006年4月 - 2007年3月）
- おはよう東海 隔週担当（2006年10月 - 2007年3月）
- ウイークエンド中部（2007年4月 - 2009年3月28日）[3]
- ほっとイブニング - 中継ほっとライブ担当
- 佐野元春のザ・ソングライターズ （2009年7月 - 9月、Eテレ） - ナレーション
- NHKジャーナル（2009年9月14日 - 25日）中野由貴の休暇による代行

東京アナウンス室時代（2009年8月 - 2014年度）
- NHK映像ファイル あの人に会いたい（2009年10月 - 2014年3月） - ナレーション
- 首都圏ネットワーク、もうすぐ9時プレマップ（2010年8月・2011年8月） - 上條倫子の休暇による代行
- 大人ドリル（2010年8月1日）- 渡辺満里奈の産休中による代行
- 極める! - ナレーション
  - 「石井正則の珈琲学」（2010年6月）
  - 「高木美保の香り学」（2010年10月）
- イタリア ブランドパワー～地方にこだわる世界企業（2011年4月） - ナレーション
- イギリス ブランドパワー～ピンチを乗りきる極意（2011年5月） - ナレーション
- こんなステキなにっぽんが（ - 2012年2月）
- SONGS（不定期）
- 関東地区地上デジタル放送移行推進ひとくちメモスポット
- サンデークラシックワイド（FM放送）
- ワイルドライフ 第114回（BSプレミアム、2012年12月17日） - ナレーション
- NHK海外ネットワーク（2013年1月 - 3月）
- NHKとっておきサンデー（2013年4月 - 2015年3月） - 司会
- 世の中面白研究所（ラジオ第1、2013年4月 - 2015年3月） - 副所長（パーソナリティ）
- 特ダネ!投稿DO画（2010年4月 - 2015年3月） - ナレーション
- さわやか自然百景（2014年3月16日「山形 鮭川」回まで[4]、2021年1月10日「駿河湾」） - ナレーション
- BSアーカイブス（2011年4月 - 2015年3月）
- 関口知宏 再び中国へ～大陸縦断ふれあいの旅～ （NHK BSプレミアム、2012年12月9日・16日） - ナレーション
- 目撃!日本列島 夢 のその先 ～独立野球チーム選手たちの決断～（2014年12月13日） - ナレーション

名古屋放送局時代（2度目）（2015年度 - 2023年7月）
- 東海ピックアップ（2015年4月 - ）
- 東海3県・東海北陸のニュース
- グレートネイチャー10min.（ナレーション）